# 纳塞利亚·迪尔
纳塞利亚·迪尔（Nathalia Dill，1986年3月24日—），巴西女演员，曾主演过两部拉美电视剧（telenovela）。
迪尔出生于巴西里约热内卢，2007年起在肥皂剧《锻炼》（Malhação）中出演反派角色德博拉·里奥斯（Débora Rios）。此后又在巴西环球电视网（Rede Globo）的电视剧《天堂》（Paraíso）中担当主演，出演玛丽亚·丽塔（Maria Rita）一角（昵称为Santinha）。2010年则在电视剧《命运之星》（Escrito nas Estrelas）中饰演女主角维维亚娜（Viviane）。2011年又主演了电影《人造天堂》（Paraísos Artificiais）。